# Devario aequipinnatus
Devario aequipinnatus або гігантський даніо — субтропічна прісноводна риба роду Devario родини данієвих. Один з найбільших видів у цьому роді, довжина риби може сягати 12-15 см. Популярна акваріумна риба, однак у продажі часто є під іменем малабарського даніо, до якого візуально дуже подібна.
Вперше даний вид описаний у 1839 році. Зустрічається на території північно-західної Індії, Непалу та острові Шрі-Ланка. Мешкає переважно в річках та струмках з чистою водою та кам'янистим дном на висотах вище 300 м над рівнем моря. Живиться даніо в основному комахами та їх личинками.
Рекомендовані параметри води при утримуванні в акваріумі:
- Температура — 18—25 °C,
- Жорсткість — принципового значення не має,
- Кислотність — pH 6,0-8,0
- потрібно забезпечити хорошу аерацію та фільтрацію води.